# 湾家站
湾家站位于辽宁省大连市甘井子区，是大连地铁2号线的一个车站，于2015年5月22日随二号线一期开通运营而启用。

## 位置
湾家站位于甘井子区红旗中路，西部大通道西侧。

## 结构
湾家站为岛式站台地下站。
| B1 | 站厅层                                     | 站厅、自动售票机                        |
| B2 | 轨道                                       | ← █ 2号线列车往红旗西路（大连北站方向） |
| B2 | 岛式站台，列车运行方向左侧的车门将会被打开 |                                         |
| B2 | 轨道                                       | █ 2号线列车往马栏广场（海之韵方向）→    |

## 出入口
湾家站共设有3个出入口，A出入口位于红旗中路南侧，B及C出入口位于红旗中路北侧，其中C出入口设置无障碍电梯。
| 出口编号 | 出口指示 | 建议前往的目的地                               |
| -------- | -------- | ---------------------------------------------- |
| 出口 · A |          | 红旗中路、大连市儿童医院红旗路门诊部、亲亲家园 |
| 出口 · B |          | 红旗镇政府广场、祥和园                         |
| 出口 · C |          | 西街晶品、兴达花园                             |

## 公交换乘
- - 3、507、535、705、708、709、716、2007路公交车。
- - 507、535、705、708、709、716、2007路公交车。
- - 535、705、708、709、716路公交车。